# Liste der Biografien/Tiz
Liste der Biografien |
Portal Biografien |
Personensuche
# |
A |
B |
C |
D |
E |
F |
G |
H |
I |
J |
K |
L |
M |
N |
O |
P |
Q |
R |
S |
T |
U |
V |
W |
X |
Y |
Z |
?
 
Ta |
Tc |
Te |
Tf |
Tg |
Th |
Ti |
Tj |
Tk |
Tl |
Tm |
To |
Tq |
Tr |
Ts |
Tu |
Tv |
Tw |
Tx |
Ty |
Tz
 
Tia |
Tib |
Tic |
Tid |
Tie |
Tif |
Tig |
Tih |
Tii |
Tij |
Tik |
Til |
Tim |
Tin |
Tio |
Tip |
Tiq |
Tir |
Tis |
Tit |
Tiu |
Tiv |
Tiw |
Tix |
Tiy |
Tiz
Die Liste der Biografien führt alle Personen auf, die in der deutschsprachigen Wikipedia einen Artikel haben. Dieses ist eine Teilliste mit 18 Einträgen von Personen, deren Namen mit den Buchstaben „Tiz“ beginnt.

## Tiz
- Tiz, Katy (* 1988), englische Singer-Songwriterin

### Tiza
- Tizard, Bob (1924–2016), neuseeländischer Politiker der New Zealand Labour Party
- Tizard, Catherine (1931–2021), neuseeländische Politikerin, Bürgermeisterin von Auckland City und neuseeländische Generalgouverneurin
- Tizard, Henry (1885–1959), englischer Chemiker, Erfinder und Rektor des Imperial College London (1929–1942)

### Tizi
- Tizian († 1576), Hauptmeister der venezianischen Malerschule und Vollender einer neuen koloristischen RichtungTizian († 1576)

Tizian († 1576)

- Tizian, Karl (1915–1985), österreichischer Politiker und Landtagspräsident von Vorarlberg
- Tiziano, Michele (* 1946), deutscher Opernsänger (Tenor)
- Tizié, Jean-Jacques (* 1972), ivorischer Fußballtorwart
- Tizio, Sigismondo (1458–1528), italienischer Gelehrter und Priester

### Tizo
- Tízoc (1436–1486), Herrscher der aztekischen Stadt Tenochtitlán (1482–1486)
- Tizol, Juan (1900–1984), US-amerikanischer Jazz-Musiker
- Tizón, Héctor (1929–2012), argentinischer Jurist, Diplomat und Schriftsteller
- Tizon, Jean-Pierre (1920–2012), französischer Mediziner und Politiker

### Tizz
- Tizza, Francesco (* 1981), italienischer Radrennfahrer
- Tizzani, Vincenzo (1809–1892), italienischer Geistlicher und Bischof von Terni
- Tizzano, Antonio (* 1940), italienischer Jurist, Vizepräsident des Europäischen Gerichtshofs
- Tizzano, Davide (* 1968), italienischer Ruderer
- Tizzoni, Piera (* 1940), italienische Weitspringerin und Sprinterin